# 2015년 9월 그리스 총선거
2015년 9월 그리스 총선거(그리스어: Ελληνικές βουλευτικές εκλογές Σεπτεμβρίου 2015)는 그리스의 입법부인 의회를 구성하는 의원을 전면 개편하기 위해 실시되는 선거로 2015년 9월 20일에 행해졌다.